# تركي بن محمد بن فهد بن عبد العزيز آل سعود
الأمير تركي بن محمد بن فهد بن عبد العزيز آل سعود (5 أكتوبر 1979 الموافق 13 ذو القعدة 1399) وزير الدولة وعضو بمجلس الوزراء والابن الأكبر من الذكور للأمير محمد بن فهد بن عبد العزيز آل سعود أمير المنطقة الشرقية الأسبق ووالدته هي الأميرة جواهر بنت نايف بن عبد العزيز آل سعود.

## النشأة
ولد الأمير تركي بن محمد بن فهد بن عبد العزيز آل سعود في مدينة الرياض في المملكة العربية السعودية وترعرع في كنف جده الملك فهد بن عبد العزيز آل سعود وجده سمو الأمير نايف بن عبد العزيز آل سعود، وأوكلت له عددًا من المهمات داخل وخارج السعودية،

## المؤهلات
تلقى الأمير تركي بن محمد بن فهد تعليمه الابتدائي والإعدادي والثانوي في مدارس الظهران شرق السعودية، وبعد ذلك التحق بجامعة الملك فيصل في عام 1998 وحصل على درجة البكالوريوس في القانون والأنظمة عام 2002.

## مناصبه
- وزير دولة وعضو بمجلس الوزراء.
- مستشار بالديوان الملكي بمرتبة وزير.
- عضو مجلس الشؤون السياسية والأمنية.
- عضو مجلس المحميات الملكية السعودية.
- رئيس مجلس إدارة محمية الإمام تركي بن عبد الله الملكية.
- رئيس مجلس إدارة محمية الإمام عبد العزيز بن محمد الملكية.[4]
- رئيس مجلس إدارة محمية الملك خالد الملكية.
- عضو مجلس إدارة مؤسسة الملك فهد الخيرية.[5][6][7]
- نائب رئيس مجلس أمناء جامعة الأمير محمد بن فهد.[5]
- رئيس اللجنة التنفيذية لمؤسسة الأمير محمد بن فهد للتنمية الإنسانية.[8]
- رئيس اللجنة التأسيسية لكلية الأمير سلطان لذوي الإعاقة البصرية.[9]
- رئيس مجلس إدارة مؤسسة تعليم الخيرية.[10]
- مؤسس ورئيس مجلس إدارة الجمعية الخيرية لرعاية الأيتام بالمنطقة الشرقية (بناء).[11]
- عضو في مجلس أمناء مؤسسة الأميرة العنود الخيرية.[12]

## الخبرات العملية
للأمير تركي بن محمد بن فهد خبرات عملية برئاسة مجالس إدارات أو عضوية عدد من الشركات المدرجة بسوق الأسهم السعودي، بالإضافة إلى امتلاكه رخصة مزاولة المحاماة في المملكة والصادرة من وزارة العدل.

## الخدمات الاجتماعية
يشارك الأمير تركي في العديد من الأنشطة المجتمعية فهو يشغل منصب نائب رئيس مجلس أمناء جامعة الأمير محمد بن فهد التي تم تأسيسها في عام 2006 في مدينة الخبر. كما يترأس الأمير تركي اللجنة التنفيذية لمؤسسة الأمير محمد بن فهد للتنمية الإنسانية. كما أن الأمير تركي يشغل منصب رئيس اللجنة التأسيسية لكلية الأمير سلطان لذوي الإعاقة البصرية وهي عبارة عن مبادرة تستهدف توفير فرص التعلم للذين يعانون من هذا النوع من الإعاقة. أيضًا لدى الأمير تركي جائزة تحمل اسمه وتعنى بالابتكار والبحوث وذلك في مجمع الأمير سعود بن نايف التعليمي في الدمام. والأمير تركي هو مؤسس جمعية بناء بالخبر والتي تسعى إلى تقديم المساعدات المالية والعينية للأيتام وتوفير فرص التعليم والتوظيف لهم. كما أن الأمير تركي عضو في مجلس أمناء مؤسسة الأميرة العنود الخيرية.
- نائب رئيس مجلس أمناء جامعة الأمير محمد بن فهد التي تم تأسيسها في عام 2006 في مدينة الخبر.
- رئيس اللجنة التنفيذية لمؤسسة الأمير محمد بن فهد للتنمية الإنسانية.
- رئيس اللجنة التأسيسية لكلية الأمير سلطان لذوي الإعاقة البصرية وهي عبارة عن مبادرة تستهدف توفير فرص التعلم للذين يعانون من هذا النوع من الإعاقة
- مؤسس ورئيس مجلس إدارة الجمعية الخيرية لرعاية الأيتام بالمنطقة الشرقية (بناء) والتي حصدت عدة جوائز منها:
  - «جائزة الأمير محمد بن فهد لأفضل أداء خيري في الوطن العربي» 2017 والتي تركز معاييرها على نسبة الأداء مقارنة بالأهداف، والمدة المستغرقة بين طلب الخدمة وتقديمها، ونسبة عدد الشكاوى وآلية حلها، وعدد المشروعات المنفذة، وعدد الفروع، بالإضافة إلى معايير القيادة والخدمات المقدمة ورضا المستفيدين وتنمية الموارد المالية وإدارة الوقف وغيرها من المعايير المقترنة بالأداء.[14][15][16]
  - جائزة السنابل للمسؤلية المجتمعية في مؤسسات رعاية الأيتام بدول مجلس التعاون الخليجي 2017.[17][18][19][20]
  - فوز الجمعية بالمركز الأول بجائزة الملك خالد للتميّز للمنظمات الغير ربحية 2016 مؤسسة الملك خالد الخيرية.[21][22][23][24]
  - تكريم الجمعية بجائزة الشفافية لتطبيقها أعلى معايير الحوكمة والشفافية 2015.
  - فوز الجمعية بجائزة السبيعي للتمّيز في العمل الخيري 2016.[25][26][27]
  - الفوز بجائزة الملك خالد للمنظمات الغير ربحية 2015.[28]
  - الريادة في معياري مجلس الإدارة والموارد البشرية – جائزة الملك خالد 2014.[29]
  - الحصول على شهادة الاعتماد من الآيزو 2016.

## من إنجازاته
- مؤسس ورئيس مجلس إدارة الجمعية الخيرية لرعاية الأيتام بالمنطقة الشرقية (بناء) التي تعنى بتقديم الرعاية الشاملة والمتميزة للأيتام وأسرهم في المنطقة الشرقية - المملكة العربية السعودية وتم تأسيسها في 26 محرم 1431 هـ، حيث حققت الجمعية عدد من الإنجازات على المستوى المحلي والإقليمي.
- ترأس الأمير تركي تنظيم فعالية تذكارية بالرياض لإحياء ذكرى الملك الراحل فهد بن عبد العزيز آل سعود. وقد تضمنت هذه الفعالية معرضًا تفاعليًا عن قصة حياة الملك فهد. كما تضمن المعرض عرضاً لمتعلقات الملك فهد الشخصية من السيارات والتحف والوشاحات والمخطوطات والوثائق الرسمية والأفلام الوثائقية وأكثر من 1000 صورة من بينها صورًا تعرض على العامة للمرة الأولى. وقد افتتح فعاليات المعرض الملك سلمان بن عبد العزيز آل سعود في مارس عام 2015. وقد حضر الفعالية أكثر من 85 ألف زائر من جميع أطياف المجتمعات الخليجية والعربية والعالمية، وأقيم المعرض في نسخته الثانية في نوفمبر 2015 بمحافظة جدة برعاية صاحب السمو الملكي الأمير خالد الفيصل بن عبد العزيز آل سعود مستشار خادم الحرمين الشريفين أمير منطقة مكة المكرمة وقد حضر الفعالية أكثر من 51 ألف زائر، وفي شهر أبريل 2016 أقيم المعرض في جامعة الملك فهد للبترول والمعادن برعاية صاحب السمو الملكي الأمير سعود بن نايف بن عبد العزيز آل سعود أمير المنطقة الشرقية وتجاوز الحضور أكثر من 59 ألف زائر. وكانت دولة الكويت أولى محطات المعرض خارجيًا إذ أقيم في شهر فبراير من عام 2019 برعاية من سمو أمير دولة الكويت الشيخ صباح الأحمد الجابر الصباح، وقد حضر الافتتاح سمو الشيخ نواف الأحمد الجابر الصباح ولي عهد دولة الكويت آنذاك وقد حضر الفعالية أكثر من 32 ألف زائر.

## الأسرة
متزوج من الأميرة الجوهرة بنت محمد بن سعد بن محمد بن سعود آل سعود وله من الأبناء الأمير فهد (مواليد 10 مارس 2020)، والأمير محمد (مواليد 8 أغسطس 2021). وله من البنات الأميرة نوف، الأميرة لولوة، والأميرة نورة ، الأميرة مشاعل